# Landkreis Görlitz
Landkreis Görlitz (Sorbisch Wokrjes Zhorjelc) is een Landkreis in de deelstaat Saksen. Het ontstond tijdens de herindeling van Saksen in 2008 uit de voormalige Landkreisen Löbau-Zittau, Niederschlesischer Oberlausitzkreis en de voormalige kreisfreie Stadt Görlitz.
De Landkreis telt 250.558 inwoners (31 december 2020) op een oppervlakte van 2.106,07 km². De hoofdplaats is Görlitz.

## Steden en gemeenten

Situatiekaart Landkreis Görlitz

(Stand: 31 december 2020, officiële Sorbische gemeentenamen cursief)
Steden
1. Bad Muskau (Mužakow; 3.681)
2. Bernstadt a. d. Eigen (3.298)
3. Ebersbach-Neugersdorf (11.679)
4. Görlitz, Große Kreisstadt (55.784)
5. Herrnhut (5.787)
6. Löbau, Große Kreisstadt (14.347)
7. Neusalza-Spremberg (3.264)
8. Niesky, Große Kreisstadt (9.198)
9. Ostritz (2.215)
10. Reichenbach/O.L. (4.915)
11. Rothenburg/Oberlausitz (4.405)
12. Seifhennersdorf (3.622)
13. Weißwasser/Oberlausitz, Große Kreisstadt (Běła Woda; 15.640)
14. Zittau, Große Kreisstadt (24.738)

Gemeenten
1. Beiersdorf (1.129)
2. Bertsdorf-Hörnitz (2.046)
3. Boxberg/O.L. (Hamor; 4.337)
4. Dürrhennersdorf (962)
5. Gablenz (Jabłońc; 1.607)
6. Groß Düben (Dźěwin; 1.070)
7. Großschönau (5.335)
8. Großschweidnitz (1.263)
9. Hähnichen (1.232)
10. Hainewalde (1.511)
11. Hohendubrau [Sitz: Weigersdorf] (Wysoka Dubrawa; 1.881)
12. Horka (1.673)
13. Jonsdorf, Kurort (1.497)
14. Kodersdorf (2.387)
15. Königshain (1.165)
16. Kottmar (7.206)
17. Krauschwitz (Krušwica; 3.405)
18. Kreba-Neudorf (Chrjebja-Nowa Wjes; 857)
19. Lawalde (1.808)
20. Leutersdorf (3.499)
21. Markersdorf (3.891)
22. Mittelherwigsdorf (3.582)
23. Mücka (Mikow; 966)
24. Neißeaue [Sitz: Groß Krauscha] (1.719)
25. Oderwitz (4.954)
26. Olbersdorf (4.550)
27. Oppach (2.318)
28. Oybin (1.324)
29. Quitzdorf am See [Sitz: Kollm] (1.244)
30. Rietschen (Rěčicy; 2.512)
31. Rosenbach (1.573)
32. Schleife (Slepo; 2.400)
33. Schönau-Berzdorf auf dem Eigen (1.469)
34. Schönbach (1.083)
35. Schöpstal [Sitz: Ebersbach] (2.387)
36. Trebendorf (Trjebin; 831)
37. Vierkirchen [Sitz: Melaune] (1.645)
38. Waldhufen [Sitz: Jänkendorf] (2.405)
39. Weißkeißel (Wuskidź; 1.262)

Verwaltungsgemeinschaften en Verwaltungsverbanden
- Verwaltungsgemeinschaft Bad Muskau met de deelnemende gemeenten Bad Muskau en Gablenz
- Verwaltungsgemeinschaft Bernstadt/Schönau-Berzdorf met de deelnemende gemeenten Bernstadt auf dem Eigen en Schönau-Berzdorf auf dem Eigen
- Verwaltungsverband Diehsa met de deelnemende gemeenten Hohendubrau, Mücka, Quitzdorf am See en Waldhufen (VV-zetel)
- Verwaltungsgemeinschaft Großschönau-Hainewalde met de deelnemende gemeenten Großschönau en Hainewalde
- Verwaltungsgemeinschaft Löbau met de deelnemende gemeenten Großschweidnitz, Lawalde, Löbau en Rosenbach
- Verwaltungsgemeinschaft Neusalza-Spremberg met de deelnemende gemeenten Dürrhennersdorf, Neusalza-Spremberg en Schönbach
- Verwaltungsgemeinschaft Olbersdorf met de deelnemende gemeenten Bertsdorf-Hörnitz, Jonsdorf, Olbersdorf en Oybin
- Verwaltungsgemeinschaft Oppach-Beiersdorf met de deelnemende gemeenten Beiersdorf en Oppach (VG-zetel)
- Verwaltungsgemeinschaft Reichenbach/Oberlausitz met de deelnemende gemeenten Königshain, Reichenbach/O.L. en Vierkirchen
- Verwaltungsgemeinschaft Rietschen met de deelnemende gemeenten Kreba-Neudorf en Rietschen
- Verwaltungsgemeinschaft Rothenburg/Oberlausitz met de deelnemende gemeenten Hähnichen en Rothenburg/Oberlausitz
- Verwaltungsgemeinschaft Schleife met de deelnemende gemeenten Groß Düben, Schleife en Trebendorf
- Verwaltungsverband Weißer Schöps/Neiße met de deelnemende gemeenten Horka, Kodersdorf (VV-zetel), Neißeaue en Schöpstal
- Verwaltungsgemeinschaft Weißwasser/Oberlausitz met de deelnemende gemeenten Weißkeißel en Weißwasser/Oberlausitz

Bad Muskau ·
Beiersdorf · 
Bernstadt a. d. Eigen ·
Bertsdorf-Hörnitz ·
Boxberg/O.L. ·
Dürrhennersdorf · 
Ebersbach-Neugersdorf ·
Gablenz ·
Görlitz ·
Groß Düben ·
Großschönau · 
Großschweidnitz · 
Hähnichen ·
Hainewalde ·
Herrnhut ·
Hohendubrau ·
Horka ·
Jonsdorf ·
Kodersdorf ·
Königshain ·
Kottmar ·
Krauschwitz ·
Kreba-Neudorf ·
Lawalde · 
Leutersdorf · 
Löbau ·
Markersdorf ·
Mittelherwigsdorf ·
Mücka ·
Neißeaue ·
Neusalza-Spremberg ·
Niesky ·
Oderwitz · 
Olbersdorf · 
Oppach · 
Ostritz · 
Oybin ·
Quitzdorf am See ·
Reichenbach/O.L. ·
Rietschen ·
Rosenbach · 
Rothenburg/O.L. ·
Schleife ·
Schönau-Berzdorf · 
Schönbach ·
Schöpstal ·
Seifhennersdorf ·
Trebendorf ·
Vierkirchen ·
Waldhufen ·
Weißkeißel ·
Weißwasser/O.L. ·
Zittau